# منتخب كوريا الجنوبية لهوكي الحقل للسيدات
منتخب كوريا الجنوبية الوطني لهوكي الحقل للسيدات (هانغل: 대한민국 여자 필드하키 국가대표팀) هو ممثل كوريا الجنوبية الرسمي في المنافسات الدولية في هوكي الحقل للسيدات.